# Установка дегідрогенізації пропану в Тобольську
Установка дегідрогенізації пропану в Тобольську — виробництво нафтохімічної промисловості російського хімічного концерну «Сибур».
Традиційно пропілен отримували разом з етиленом шляхом парового крекінгу або як супутній продукт із газів нафтопереробки. Проте з кінця 20-го століття дедалі більшого поширення набуває технологія спеціалізованого виробництва цього олефіну шляхом дегідрогенізації пропану. Передусім, хоча й не виключно, такі установки споруджували задля оптимізації використання власного ресурсу зрідженого нафтового газу, який отримували під час розробки нафтогазових родовищ (перша в історії установка у Таїланді, виробництво в Малайзії, установки в Саудівській Аравії та єгипетському Порт-Саїді, поставки на коротку відстань з Алжиру до іспанської Таррагони). Продовженням цього ряду виробництв став проект у російському Тобольську, де розташована центральна газофракційна установка концерну «Сибур», що переробляє постачену трубопроводами широку фракцію легких вуглеводнів (зріджені вуглеводневі гази, передусім пропан та бутан).
У 2010-му на будівельний майданчик доставили найбільші елементи майбутньої установки — три реакторні колонни, одна з яких мала довжину 96 метрів, діаметр 11 метрів та важила 1095 тонн. Їх виготовили у Південній Кореї на підприємстві концерну Hyundai та відправили морським шляхом до Архангельська. Звідти перевантажені на баржу колонни доправили до Тобольська через північні моря та річки Об і Іртиш. В підсумку установку ввели в експлуатацію у кінці 2013 року. Вона має потужність 510 тисяч тонн пропілену на рік та доповнюється лінією полімеризації потужністю 500 тисяч тонн на рік.
Для тобольської установки обрали технологію компанії UOP (Honeywell), яка наразі є найбільш поширеною в світі.
Можливо відзначити, що з 1980-х років на тобольському нафтохімічному майданчику діють установки дегідрогенізації бутану, а у 2015-му там же почали спорудження піролізного виробництва світового класу, призначеного для випуску цілого ряду ненасичених вуглеводнів.